# Équipe du Mexique de football à la Copa América 1999
L'équipe du Mexique de football participe à sa 4e Copa América lors de l'édition 1999 qui se tient au Paraguay du 29 juin 1999 au 18 juillet 1999. Elle se rend à la compétition en tant que 3e de la Copa América 1997 ainsi qu'en tant que nation invitée au même titre que le Japon.
Les Mexicains terminent deuxième du groupe B puis ils gagnent en quart de finale contre le Pérou après une séance de tirs au but. L'équipe perd en demi-finale contre le Brésil et elle dispute la petite finale qu'elle gagne 2-1 contre le Chili, adversaires que les Mexicains rencontrent déjà lors de la phase de poule.

## Résultat

### Premier tour
| Classement final |           |     |   |   |   |   |    |    |      |
|                  | Équipe    | Pts | J | G | N | P | BP | BC | Diff |
| 1                | Brésil    | 9   | 3 | 3 | 0 | 0 | 10 | 1  | +9   |
| 2                | Mexique   | 6   | 3 | 2 | 0 | 1 | 5  | 3  | +2   |
| 3                | Chili     | 3   | 3 | 1 | 0 | 2 | 3  | 2  | +1   |
| 4                | Venezuela | 0   | 3 | 0 | 0 | 3 | 1  | 13 | -12  |

| 30 juin   | Brésil  | 7 | 0 | Venezuela |
| 30 juin   | Mexique | 1 | 0 | Chili     |
| 3 juillet | Brésil  | 2 | 1 | Mexique   |
| 3 juillet | Chili   | 3 | 0 | Venezuela |
| 6 juillet | Brésil  | 1 | 0 | Chili     |
| 6 juillet | Mexique | 3 | 1 | Venezuela |

| 30 juin 1999 | Mexique       | 1 – 0   | Chili | Estadio Antonio Oddone Sarubbi (Ciudad del Este)  |                                                   |
|              | Hernández 59e | (0 - 0) |       | Spectateurs : 20 000 Arbitrage : Horacio Elizondo | Spectateurs : 20 000 Arbitrage : Horacio Elizondo |

| 3 juillet 1999 | Brésil                 | 2 – 1   | Mexique      | Estadio Antonio Oddone Sarubbi (Ciudad del Este) |                                                 |
|                | Amoroso 20e · Alex 45e | (2 - 0) | Terrazas 74e | Spectateurs : 25 000 Arbitrage : Gustavo Mendez  | Spectateurs : 25 000 Arbitrage : Gustavo Mendez |

| 6 juillet 1999 | Mexique                                   | 3 – 1   | Venezuela    | Estadio Antonio Oddone Sarubbi (Ciudad del Este) |                                                 |
|                | Blanco 21e, 39e · Osorno 29e · Blanco 84e | (3 - 0) | Urdaneta 72e | Spectateurs : 5 000 Arbitrage : Bonifacio Núñez  | Spectateurs : 5 000 Arbitrage : Bonifacio Núñez |

### Quart de finale
| 10 juillet 1999 | Mexique                                 | 3 – 3 a.p. | Pérou                                 | Estadio Defensores del Chaco (Asuncion)                   |                                                           |
| | Hernández 28e, 33e (pen.) · Torrado 87e | (2 - 3) | Palacios 6e · Pereda 15e · Solano 40e | Spectateurs : 45 000 Arbitrage : Wilson de Souza Mendonça | Spectateurs : 45 000 Arbitrage : Wilson de Souza Mendonça |
| · Suárez · Terrazas · García · Zepeda | Tirs au but 4 - 2                       | · Solano · Jorge Soto · José Soto · Reynoso ·                                                                                                |                                       | Spectateurs : 45 000 Arbitrage : Wilson de Souza Mendonça | Spectateurs : 45 000 Arbitrage : Wilson de Souza Mendonça |
| Campos - Ramírez, Márquez, Suárez, Sánchez ( 68e García) - Torrado, Carmona, García Aspe ( 47e Osorno), Zepeda - Hernández, Palencia ( 88e Terrazas) | Équipes                                 | Ibáñez - Soto, Reynoso, Rebosio, Jorge Soto - Jayo, Pereda, Solano, Palacios ( 25e Zúñiga ( 66e Ciurlizza)) - Holsen, Maestri ( 79e Pizarro) |                                       | Spectateurs : 45 000 Arbitrage : Wilson de Souza Mendonça | Spectateurs : 45 000 Arbitrage : Wilson de Souza Mendonça |

### Demi-finale
| 14 juillet 1999 | Brésil                    | 2 – 0 | Mexique | Estadio Antonio Oddone Sarubbi (Ciudad del Este) |                                               |
| | Amoroso 24e · Rivaldo 42e | (2 - 0) |         | Spectateurs : 10 000 Arbitrage : Byron Moreno    | Spectateurs : 10 000 Arbitrage : Byron Moreno |
| Dida - Cafu, João Carlos, Antônio Carlos, Roberto Carlos - Emerson, Flávio Conceição ( 78e Beto), Zé Roberto, Rivaldo - Amoroso ( 80e Alex), Ronaldo ( 75e Ronaldinho) | Équipes                   | Campos - Pardo, Márquez, Suárez, Carmona - Torrado, Terrazas ( 46e Ramírez), Palencia ( 54e Osorno), Zepeda - Hernández, Blanco |         | Spectateurs : 10 000 Arbitrage : Byron Moreno    | Spectateurs : 10 000 Arbitrage : Byron Moreno |

### Petite finale
| 17 juillet 1999 | Mexique                   | 2 – 1 | Chili        | Estadio Defensores del Chaco (Asuncion)          |                                                  |
| | Palencia 26e · Zepeda 87e | (1 - 0) | Palacios 81e | Spectateurs : 4 000 Arbitrage : Horacio Elizondo | Spectateurs : 4 000 Arbitrage : Horacio Elizondo |
| Campos - Ramírez, Márquez, Suárez, Carmona - Torrado, García ( 61e García Aspe), Palencia ( 66e Terrazas), Zepeda - Hernández, Blanco ( 85e Pardo) | Équipes                   | Marcelo Ramírez - Palacios, Reyes, Miguel Ramírez ( 37e Contreras), Vargas ( 61e Valencia) - Aros, Acuña, Estay, Sierra - Zamorano, González ( 61e Núñez) |              | Spectateurs : 4 000 Arbitrage : Horacio Elizondo | Spectateurs : 4 000 Arbitrage : Horacio Elizondo |

## Navigation